# Челсі (Лондон)
Че́лсі (англ. Chelsea) — історичний район на південному заході Лондона, раніше — його передмістя.

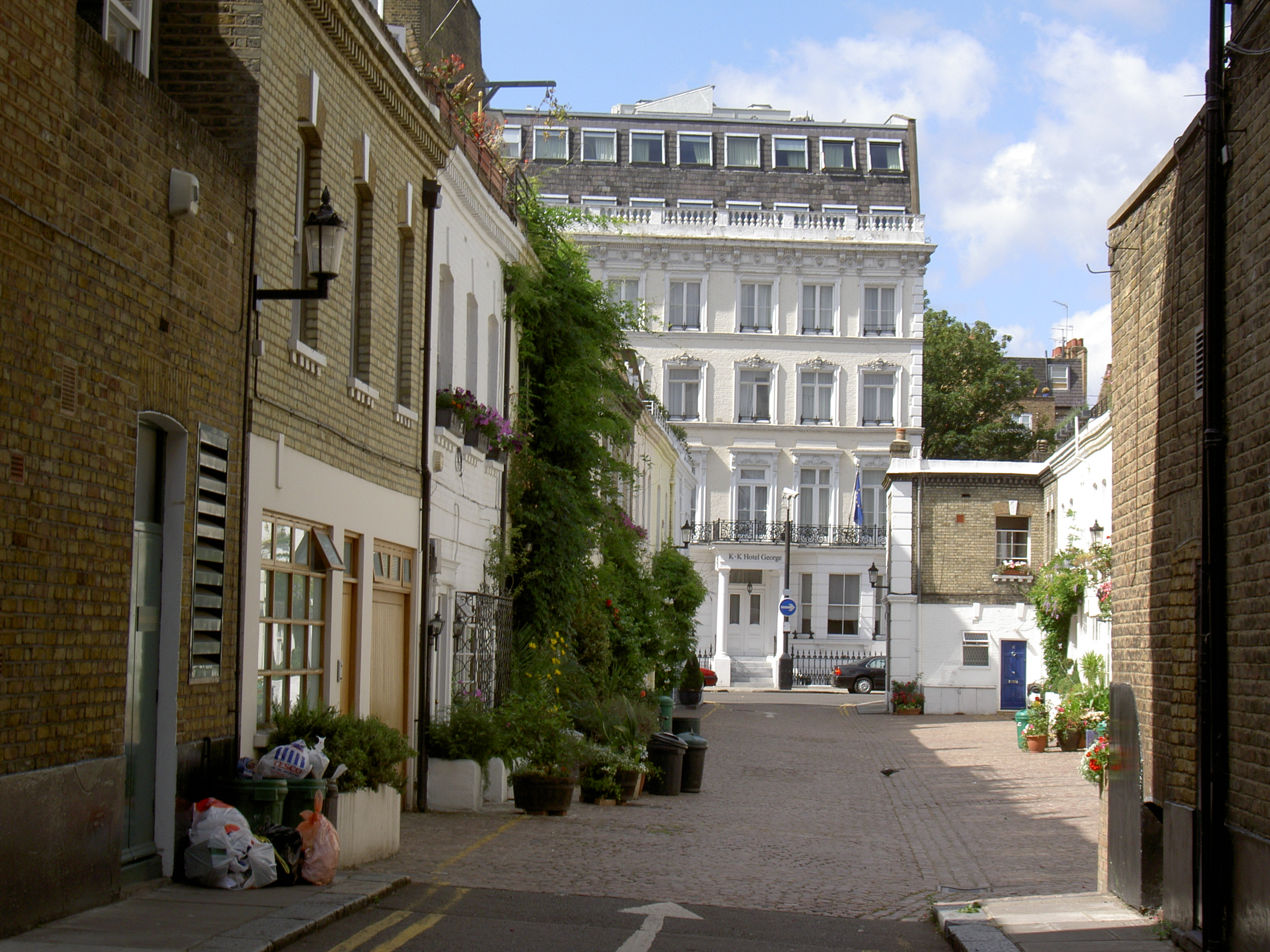
Типова вулиця в Челсі

Головними пам'ятками Челсі є Аптекарський сад Челсі, Військовий госпіталь у Челсі і «Стемфорд Бридж», стадіон лондонського футбольного клубу «Челсі».
Район Челсі також примітний своїми відомими жителями. На розі Тайт Стріт в будинку № 23 в кінці XIX ст. жив американський письменник Марк Твен, у будинку № 34 на тій же вулиці — Оскар Уайльд. Маргарет Тетчер жила деякий час на Флад Стріт. Кайлі Міноуг, Мік Джаггер, Браян Адамс деяку частину свого життя також проживали в цьому районі.
У Челсі, 43 Eaton Place деякий час знаходилась резиденція Президента Польщі у вигнанні, нині перетворена на музей.